# Стадион Феликс Болар
Стадион Феликс Болар (фр. Stade Bollaert-Delelis) је главни фудбалски стадион у Лансу, Француска, који је изграђен 1933. године. То је дом РЦ Ланса. Капацитет стадиона је 38.223, око 7.000 више од градског становништва. Стадион је првобитно добио име по Феликсу Болаерту, директору Compagnie des Mines de Lens који је желео да промовише развој спортских клубова у граду. Изградња је почела 1931. године, али је Болаерт умро непосредно пре инаугурације стадиона. Преименован је у Стаде Болаерт-Делелис 2012. године након смрти Андре Делелиса, бившег градоначелника града који је био политичар који је служио као министар трговине под председником Франсоа Митераном.

## Историја
Такође, на стадиону су се одиграле неке од утакмица Европских (1984) и светских (1998) фудбалских првенстава, као и Светског првенства у рагбију (1999 и 2007), чији је домаћин била Француска. Исто тако, Стаде Болаерт-Делелис је изабран за домаћина утакмица Европског фудбалског првенства 2016. Француска је тамо одиграла и осам утакмица у којима до сада није поражена, а служила је као домаћи стадион Лила за утакмице Лиге шампиона.
Поред фудбалских утакмица, Џони Холидеј је одржао и концерт на стадиону Болаерт-Делелис, док су Јеховини сведоци 2006. године тамо одржали скуп, што је на крају изазвало критике.
Стадион је био домаћин утакмица на следећим великим међународним турнирима:
- Европско првенство у фудбалу 1984.[2][3]
- Светско првенство у фудбалу 1998.[4]
- Светско првенство у рагбију 1999.[5]
- Светско првенство у рагбију 2007.[6]
- Европско првенство у фудбалу 2016.[7]

## Утакмице са Европског првенства 1984.
| Датум         | Екипа #1        | Рез. | Екипа #2    | Коло    |
| ------------- | --------------- | ---- | ----------- | ------- |
| 13. јун 1984. | Белгија         | 2–0  | Југославија | Група А |
| 17. јун 1984. | Западна Немачка | 2–1  | Румунија    | Група Б |

## Утакмице са Европског првенства 2016.
У мају 2011. стадион је одређен за домаћина Европског првенства у фудбалу 2016. Да би био реновиран, стадион је затворен током сезоне 2014/15.
| Датум         | Време (CET) | Екипа #1 | Резултат | Екипа #2    | Коло          | Посета |
| ------------- | ----------- | -------- | -------- | ----------- | ------------- | ------ |
| 11. јун 2016. | 15:00       | Албанија | 0–1      | Швајцарска  | Група А       | 33.805 |
| 16. јун 2016. | 15:00       | Енглеска | 2–1      | Велс        | Група Б       | 34.033 |
| 21. јун 2016. | 21:00       | Чешка    | 0–2      | Турска      | Група Д       | 32.836 |
| 25. јун 2016. | 21:00       | Хрватска | 0–1      | Португалија | Осмина финала | 33.523 |